# José Alberto Díaz Domínguez
José Alberto Díaz Domínguez (San Cristóbal de La Laguna), es un abogado y político español miembro de Coalición Canaria. Fue alcalde de San Cristóbal de La Laguna desde el 3 de julio de 2015 hasta el 15 de junio de 2019. Dimitió como
Concejal en verano de 2021.

## Estudios
Se licenció en Derecho por la Universidad de La Laguna.